# Venă safenă mare

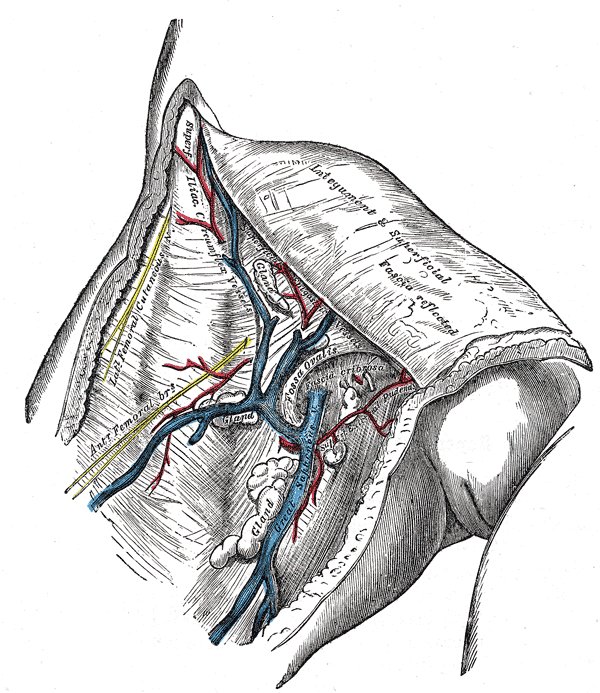
Vena safenă mare și tributarii la nivelul fosei ovalis din coapsă

Marele vena safenă "vena safenă lungă" alternativ; /səˈfiːnəs/ ) este o mare, subcutanată și superficială venă a piciorului. Este cea mai lungă venă din corp, care se desfășoară pe toată lungimea membrului inferior, întorcând sângele de la talpă, picior și coapsă la vena femurală profundă unindu-se cu aceasta la nivelul triunghiului femural. 

## Anatomie
Vena safenă mare își are originea la locul de unire al venei dorsale a degetului mare (hallux)  cu arcul venos dorsal al piciorului. După ce a trecut prin fața malleolului medial (unde poate fi vizualizat și palpat adesea), acesta parcurge partea medială a piciorului. La genunchi, trece peste bordura posterioară a epicondilului median al osului femural. În porțiunea anterioară proximală a coapsei, la 3-4 cm inferolateral de tuberculul pubian, marea venă safenă se afundă adânc prin fascia cribriformă a deschiderii safene pentru a se alătura venei femurale. Formează un arc, arcul safen, pentru a se alătura venei femurale comune în regiunea triunghiului femural la nivelul coapsei.

### Afluenții

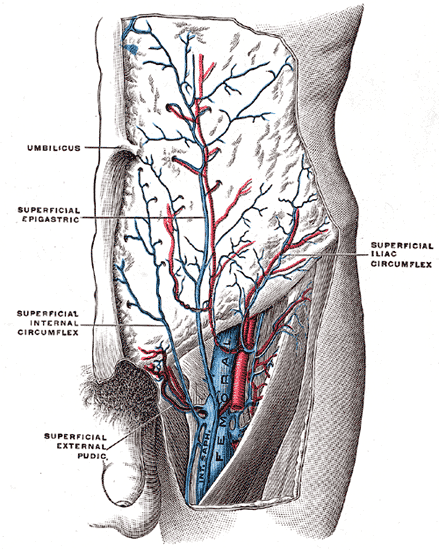
Venele superficiale care se scurg în marea venă safenă și femurală.

Mai multe vene se unesc cu marea venă safenă, dar fiecare dintre ele nu este prezentă la fiecare individ. Cele mai multe dintre ele se alătură în apropierea joncțiunii sale cu vena femurală comună, la diferite distanțe medii față de această joncțiune: 
| Venă                                   | Prezență | Se alătură din direcție | Se alătură la distanța medie de intersecția CFV |
| -------------------------------------- | -------- | ----------------------- | ----------------------------------------------- |
| Venă iliacă circumflexă superficială   | 83%      | Lateral                 | 10.8 mm                                         |
| Vena epigastrică superficială          | 78%      | proxim                  | 11.9 mm                                         |
| Vena pudendală exterioară superficială | 90%      | Medial                  | 16.9 mm                                         |
| Venă safenă accesorie anterioară       | 51%      | Lateral                 | 20.5 mm                                         |
| Venă safenă accesorie posterioară      |          |                         | 73,9 mm                                         |

La nivelul gleznei, marea venă safenă primește ramuri de pe talpa piciorului prin vena marginală medială; în piciorul inferior se anastomozează liber cu vena safena mică, comunică prin vene perforatoare (perforatoarele Cockett) cu venele tibiale anterioară și posterioară și primește multe vene cutanate; lângă genunchi comunică cu vena poplitee prin perforatorul Boyd, iar în coapsă comunică cu vena femurală prin vene perforatoare (perforator Dodd) și primește numeroși afluenți; cei din părțile mediale și posterioare ale coapsei se unesc frecvent pentru a forma o venă safenă accesorie mare, care se alătură venei principale în apropierea joncțiunii safeno-femurale. 
În apropierea fosei ovalis se unește cu  vena epigastrică superficială, vena iliacă circumflexă superficială și venele externe superficiale. 
Vena toracoepigastrică se desfășoară de-a lungul aspectului lateral al trunchiului între vena epigastrică superficială de dedesubt și vena toracică laterală de deasupra și stabilește o comunicare importantă între vena femurală și vena axilară.

## Semnificație clinică
Patologia marii vene vene este relativ frecventă, dar, în mod izolat, nu pune în pericol viața. 
- vene varicoase: Marea venă safenă, ca și alte vene superficiale, poate deveni varicoase, umflate, răsucite și prelungite și, în general, considerate inestetice. Varicele nu pot pune viața în pericol și sunt disponibile diferite opțiuni de tratament. Cu toate acestea, atunci când diametrul venei este prea mare pentru ca valvele din interiorul acesteia să se închidă complet, starea rezultată, insuficiența venoasă cronică, poate duce la schimbări de culoare a pielii în vineție, ulcerații care pot persista ani de zile dacă vena nu este ablată.
- tromboflebita: vena safenă mare poate tromboza. Acest tip de flebita al venei safene mari nu este de obicei periculoasă pentru viață în mod izolat; cu toate acestea, dacă cheagul de sânge este situat în apropierea joncțiunii safeno-femurale sau în apropierea unei vene perforatoare, un fragment de cheag poate migra către sistemul venos profund și către circulația pulmonară. De asemenea, poate fi asociată sau progresând către o tromboză venoasă profundă, care trebuie tratată prompt. Deci o tromboză a venei safene mari este investigată prin ultrasonografie pentru a detecta dacă aceste complicații sunt prezente. [3]

### Utilizare în proceduri cardiovasculare
Vena este adesea îndepărtată de către chirurgii cardiaci și este utilizată pentru autotransplant în operații de bypass coronarian, atunci când grefele arteriale nu sunt disponibile sau sunt necesare multe grefe, cum ar fi într-o ocolire triplă sau în bypass cvadruplu. 
Marea venă safenă este canalul ales de chirurgii vasculari,   atunci când este disponibil, pentru efectuarea operațiunilor de bypass arterial periferic [vezi bypass vascular]. Vena safenă poate suferi o greșeală a grefei venei după grefare, dar totuși are o brevetă superioară pe termen lung, comparativ cu grefele sintetice ( PTFE, PETE (Dacron)), grefe umane ale venei ombilicale sau grefe biosintetice [Omniflow]. Adesea, este utilizat in situ (în loc), după legarea afluenților mai mici și distrugerea valvelor venoase cu un dispozitiv numit valvulotom, de ex. valvulotomul lui LeMaitre. 
Îndepărtarea venei safene nu va împiedica circulația normală a piciorului. Sângele care a trecut anterior prin vena safenă își va schimba cursul. Aceasta este cunoscută sub numele de circulație colaterală. 
Nervul safen este o ramură a nervului femural care are traseul comun cu marea venă safenă și poate fi deteriorat în chirurgia venei. 

### Utilizare în medicina de urgență
Atunci când este necesară resuscitarea de urgență cu lichide și nu se poate obține accesul intravenos standard datorită colapsului venos, se poate utiliza o reducere a venelor safene. 

## Etimologie
Termenii "saphaina" (greacă, care înseamnă "manifest", "a fi văzut clar") și "safoon" (ebraică, "שָׂפוּן" care înseamnă "ascuns / acoperit"), precum și "safin" (arabă, "صَافِن" care înseamnă „adânc / înglobat”)  au fost revendicate ca la originea cuvântului „safen”.  

## Imagini suplimentare

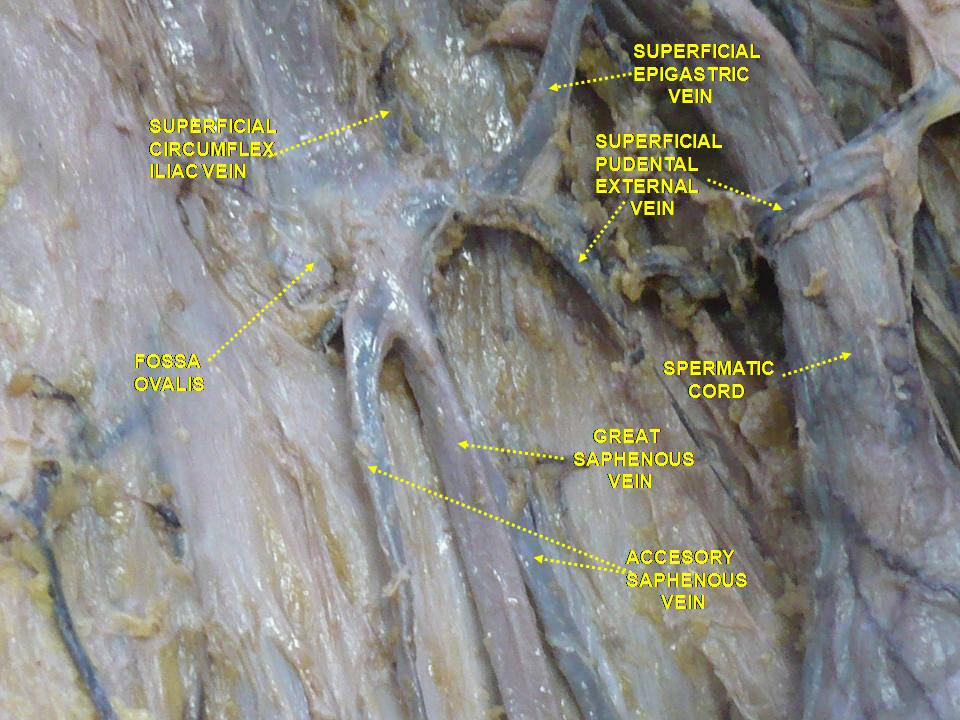
Venele superficiale ale membrelor slabe Disecția superficială. Vedere anterioară.
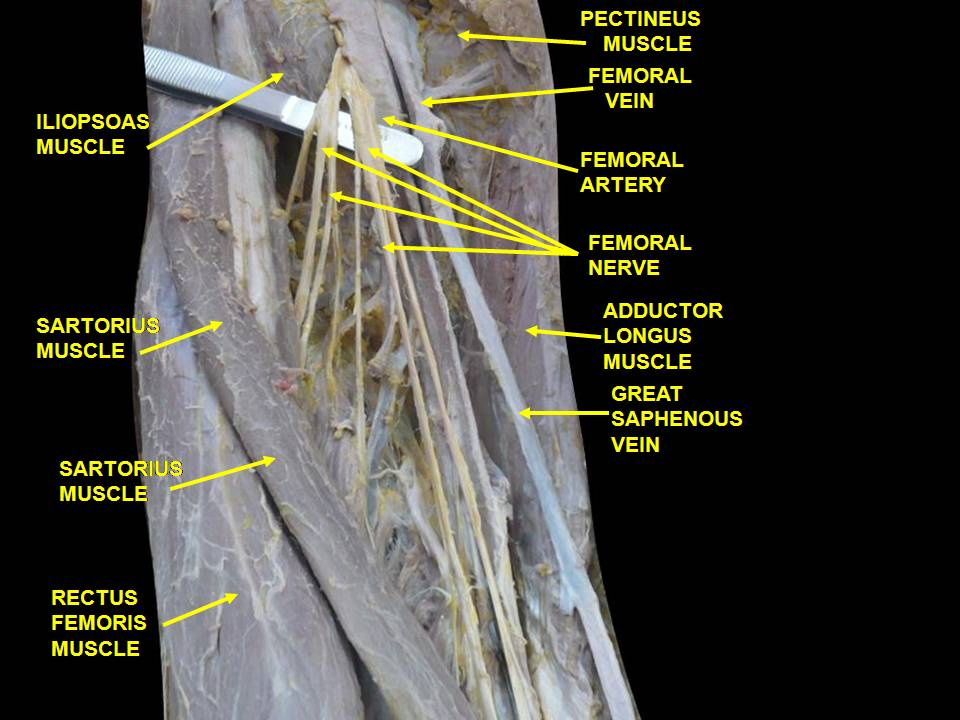
MARE VENITĂ SAPHENOASĂ Disecție profundă. Vedere anterioară.
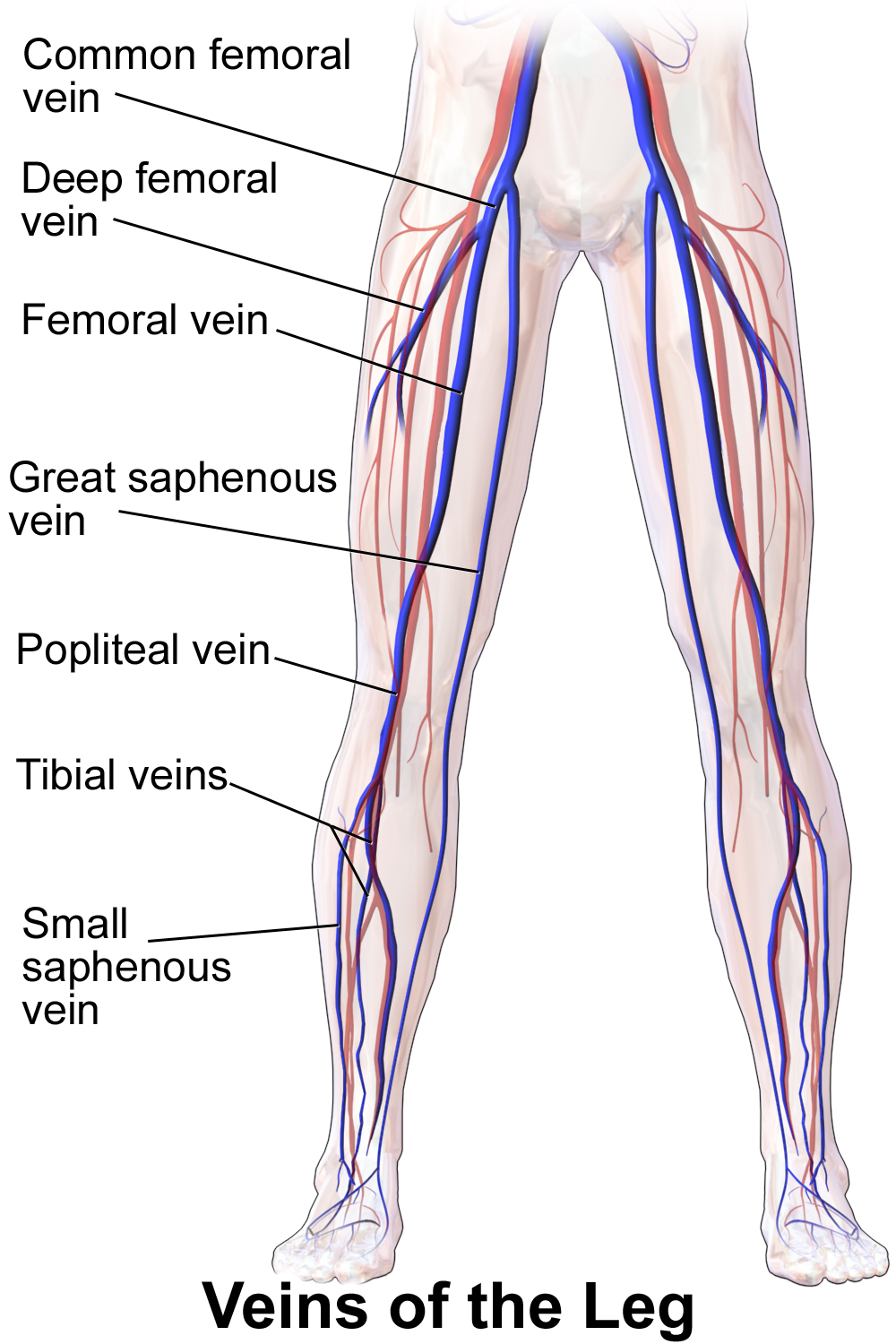
Ilustrație care prezintă vene ale piciorului, inclusiv vena safena mare (vedere anterioară).